# 데와 마루오카번
데와 마루오카번(일본어: 出羽丸岡藩 데와마루오카한[*])은 일본 에도 시대 초기에 있던 번으로, 데와국 다가와군에 위치했다.

## 역사
간에이 9년(1632년), 구마모토번주 가토 다다히로는 영지를 몰수당하고, 쇼나이번주 사카이 다다카쓰의 감시를 받는 몸이 되었는데, 이때 다다히로는 마루오카 1만 석 영지를 받아서, 이에 데와 마루오카 번이 설치되었다. 하지만 번으로서의 지배기구나 지배권은 거의 없고, 실제로는 쇼나이 번이 번의 통치를 행하고 있었다. 다다카쓰는 다다히로를 안쓰럽게 여겨 매년 쌀 100가마니를 지급했다고 한다. 쇼호 3년(1646년)에는 다다히로의 거처와 가신들의 주택 전부가 불에 타서, 교토에서 건물을 들여와 재건했다. 다다히로는 조오 2년(1653년)에 사망하였고, 이에 따라 데와 마루오카 번은 폐지되어, 막부 직할령 및 쇼나이 번령이 되었다.

## 역대 번주
- 가토 다다히로(加藤忠広) 재위 1632년 ~ 1653년